# 坂上富男
坂上 富男（坂上 冨男、さかがみ とみお、1927年1月2日 - 2018年4月9日）は、日本の政治家、弁護士。衆議院議員を通算3期務めた。

## 来歴
新潟県三条市出身。1949年、日本大学法文学部政経学科卒業。新潟県内の小学校教員となる。
1952年、弁護士税理士事務所を開設。燕三条税理士法人の代表社員になる。三条市議会議員、新潟県弁護士会会長を務める。
1982年4月25日に行われた新潟県知事選挙に社会党・共産党の推薦を得て立候補。現職の君健男との一騎打ちに敗れ落選。
1986年の第38回衆議院議員総選挙に旧新潟3区から、社会党の統一候補として立候補し初当選。
1990年の第39回衆議院議員総選挙で社会党は坂上と前県議の目黒吉之助の二人に公認を出す。結果は目黒がトップ当選を果たし、坂上は次点で落選した。
1993年の第40回衆議院議員総選挙でも社会党は坂上と目黒の二名公認にこだわった。結果は坂上が返り咲き、目黒は次々点で落選した。
1996年9月29日、民主党が発足。小選挙区が導入された10月の第41回衆議院議員総選挙に新潟4区から同党公認で立候補するも得票数3位で落選。しかし比例復活で3期目の当選を果たした。
1999年、第145回国会衆議院法務委員会において、医学書の体裁による無修正ポルノ写真集『日本女性の外性器』（1995年）を参院議員大森礼子に提示し、セクハラ行為を理由に懲罰を検討されたことがある。
2000年の第42回衆議院議員総選挙も民主党公認で立候補。しかし自由党公認で立候補した菊田真紀子との間で票が分散し、再び得票数3位で落選。このときは比例復活もかなわなかった。
2003年の第43回衆議院議員総選挙は新潟2区に国替えし民主党公認で立候補するも落選。比例復活もかなわず政界から引退した。
2004年4月の春の叙勲で、旭日中綬章受章。その後は民主党や民進党で党新潟県連顧問を務めた。
2018年4月9日、老衰のため死去した。91歳没。死没日付をもって従四位に叙された。

## 政策
- 選択的夫婦別姓制度導入に賛同する[10]。